# Zdeněk Návrat
Zdeněk Návrat (25. května 1931 Děhylov – 18. září 2023 Radvanice) byl československý hokejový útočník, několikanásobný vítěz československé hokejové ligy a olympionik.
Zemřel 18. září 2023 v léčebně dlouhodobě nemocných v Ostravě-Radvanicích ve věku 92 let.

## Klubové statistiky
| Sezona     | Klub             | Soutěž     | Základní část | Základní část | Základní část | Základní část | Základní část | Play off | Play off | Play off | Play off | Play off |
| Sezona     | Klub             | Soutěž     | Z             | G             | A             | B             | TM            | Z        | G        | A        | B        | TM       |
| ---------- | ---------------- | ---------- | ------------- | ------------- | ------------- | ------------- | ------------- | -------- | -------- | -------- | -------- | -------- |
| 1949–50    | ZSJ Sokol VŽKG   | TCH        | —             | —             | —             | —             | —             | —        | —        | —        | —        | —        |
| 1950–51    | ZSJ Sokol VŽKG   | TCH        | 12            | 4             | 0             | 4             | —             | —        | —        | —        | —        | —        |
| 1951–52    | ZSJ Sokol VŽKG   | TCH        | 13            | 6             | 0             | 6             | —             | —        | —        | —        | —        | —        |
| 1952–53    | TJ Baník VŽKG    | TCH        | 16            | 14            | 0             | 14            | —             | —        | —        | —        | —        | —        |
| 1953–54    | Rudá hvězda Brno | TCH        | 15            | 2             | 2             | 4             | —             | —        | —        | —        | —        | —        |
| 1954–55    | Rudá hvězda Brno | TCH        | 17            | 9             | 8             | 17            | —             | —        | —        | —        | —        | —        |
| 1955–56    | Rudá hvězda Brno | TCH        | 18            | 12            | 5             | 17            | —             | —        | —        | —        | —        | —        |
| 1956–57    | Rudá hvězda Brno | TCH        | 25            | 17            | 9             | 26            | —             | —        | —        | —        | —        | —        |
| 1957–58    | Rudá hvězda Brno | TCH        | 16            | 8             | 7             | 15            | —             | —        | —        | —        | —        | —        |
| 1958–59    | Rudá hvězda Brno | TCH        | 12            | 2             | 0             | 2             | —             | —        | —        | —        | —        | —        |
| 1959–60    | Rudá hvězda Brno | TCH        | 22            | 5             | 1             | 6             | —             | —        | —        | —        | —        | —        |
| 1960–61    | VŽKG Ostrava     | TCH-2      | —             | —             | —             | —             | —             | —        | —        | —        | —        | —        |
| 1961–62    | VŽKG Ostrava     | TCH        | 32            | 11            | 0             | 11            | —             | —        | —        | —        | —        | —        |
| 1962–63    | VŽKG Ostrava     | TCH        | 28            | 13            | 0             | 13            | —             | —        | —        | —        | —        | —        |
| 1963–64    | VŽKG Ostrava     | TCH        | 31            | 8             | 0             | 8             | —             | —        | —        | —        | —        | —        |
| 1964–65    | VŽKG Ostrava     | TCH        | 18            | 3             | 0             | 3             | —             | —        | —        | —        | —        | —        |
| 1965–66    | VŽKG Ostrava     | TCH-2      | —             | —             | —             | —             | —             | —        | —        | —        | —        | —        |
| TCH celkem | TCH celkem       | TCH celkem | 275           | 114           | 32            | 146           | —             | —        | —        | —        | —        | —        |

### Reprezentační statistiky
| Rok  | Tým            | Událost |   | Z | G | A | B | TM |
| ---- | -------------- | ------- | - | - | - | - | - | -- |
| 1956 | Československo | OH      | 7 | 5 | 2 | 7 | 0 |    |